# Hanumanthapura, Madhugiri
Hanumanthapura là một làng thuộc tehsil Madhugiri, huyện Tumkur, bang Karnataka, Ấn Độ.